# 河童

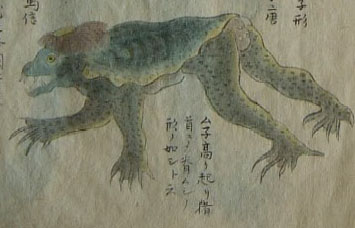
據說於享和元年（1801年）在水戶藩捕獲的河童的畫像

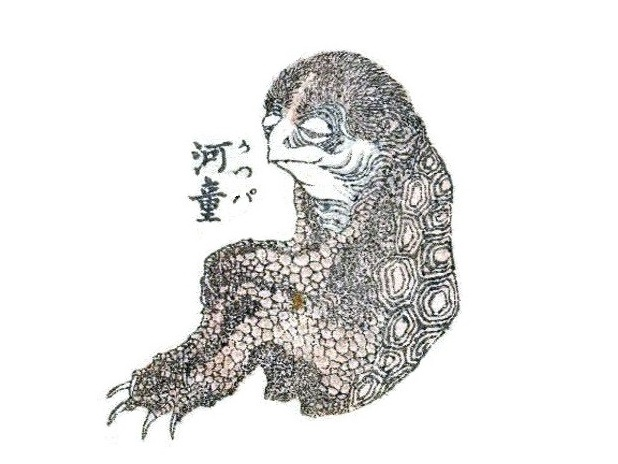
收錄於江戶時代葛饰北斋所繪的《北斋漫画》三篇第72頁的河童畫像

河童（日语：河童；意思是居住在河川如孩子般的動物）是日本神話中的傳說生物，有鳥的喙、青蛙的四肢、猴子的身體及烏龜的殼，如同多種動物的綜合體。傳說其弱點為頭頂的碟，只要誘騙河童彎身，讓他頭頂碟子裡裝的水流盡，他就會力盡蹄失。據說目前日本存有河童的木乃伊。雖然很多日本人相信有河童，幾乎鮮少人看過。

## 特徵
據民間傳聞所得，河童長得瘦小，高約60公分至1公尺，重約45公斤，身上有臭味和黏液，難以捕捉。據說某些地方的河童全身長毛 。河童頭部中央有個凹陷部位，呈碟狀，有水時充滿活力，一旦沒水則會全身乏力。頭部顏色各有說法，有說是紅色，亦有說是深藍色。長有會發光的圓眼，眼神銳利。鼻子突出，有著敏銳的嗅覺；口裏上下各有四根尖牙。四肢修長。手臂再生能力強，若被切斷還會再生。每隻手只有四根手指，手指與手指間長有蹼。背上長有甲殼。臀部有三個肛門。

## 可能的動物
- 日本水獺
- 大型密西西比地圖龜
- 鱷龜
- 魚
- 蛙
- 鱷魚
- 蛇
- 日本大鯢

## 相关作品与事物

### 文学
- 芥川龍之介《河童》(1927)
- 南條範夫《水妖記》(1953) - 短編集《燈台鬼》收錄。
- 友麻碧《妖怪旅館營業中》和《淺草鬼妻日記》登場的手鞠河童；《水無月家的婚約》登場的月鞠河童；《失貞的新娘》登場的河童

### 漫画
- 水木茂《河童三平》(1961)
- 石川優吾《飼養河童的方法》（周刊Young Jump 2003-2010）
- 靈異教師神眉
- 藍蘭島漂流記
- Keroro軍曹
- 潮與虎
- 妖怪醫生
- 義呆利 Axis Powers
- 城市風雲兒
- 鬼太郎
- 夏目友人帳
- ONE PIECE和之國河童 河松
- 單人房、日照一般、附天使。: 蔓深翠
- 失貞的新娘
- 荒川爆笑團:村長

### 動畫
- 《河童之夏》，由原惠一執導，2007年日本首播。
- 《河童的饲养方法》，由石川優吾執導，2005年10月4日首播。
- 鬼公子炎魔
- 忍者少女
- 天保異聞 妖奇士
- 妖怪手表
- 《皿三昧》，由几原邦彦執導，动画公司MAPPA制作，2019年4月日本首播。

### 映画
- 《河童》，由石井竜也執導，1994年日本公映。
- 大巨兽加波
- 《河童之夏》，由原惠一執導，2007年日本公映。

### 特摄
- 忍者战队隐连者
- 超神三战士的伞河童
- 手里剑战队忍忍者

## 相關
- 日本妖怪列表